# Ahn Jung-hwan
Ahn Jung-hwan (* 27. Januar 1976 in Paju, Gyeonggi-do) ist ein ehemaliger südkoreanischer Fußballspieler. Er bekleidete die Position eines Stürmers und beendete im Januar 2012 seine Karriere.

## Karriereverlauf
Ahn begann seine Profikarriere in der südkoreanischen Profiliga K League, wo er im Jahr 1998 bei den Daewoo Royals (heute Busan IPark) seinen ersten Vertrag unterzeichnete.
Ahn machte weltweit Schlagzeilen, als er im Achtelfinale der Fußball-WM 2002 das Golden Goal gegen Italien erzielte und Südkorea den Einzug in das Viertelfinale gegen Spanien ebnete, das man mit 5:3 nach Elfmeterschießen gewann. Im Halbfinale musste sich die von Guus Hiddink trainierte südkoreanische Elf nach einem Tor von Michael Ballack schließlich Deutschland mit 0:1 geschlagen geben und verlor wenig später auch das Spiel um Platz 3 gegen die Türkei mit 2:3.
Zu dieser Zeit stand er beim italienischen Serie-A-Club AC Perugia unter Vertrag und erboste durch seinen Kopfballtreffer gegen den damals dreifachen Weltmeister Italien seinen Klubpräsidenten Luciano Gaucci dermaßen, dass dieser in der italienischen Sportzeitung La Gazzetta dello Sport wie folgt zitiert wurde: „Ich werde nicht das Gehalt eines Spielers zahlen, der den italienischen Fußball ruiniert hat.“ Obwohl von Seiten Perugias diese Aussage später zurückgezogen wurde, war das Thema Italien für Ahn damit erledigt. 
Nach der WM 2002 versuchte Ahn Jung-hwan innerhalb Europas einen neuen Verein zu finden. Doch alle Bemühungen scheiterten wegen Perugias Ablöseforderungen, so dass er nach Asien zurückkehrte, wo er in Japan bei Shimizu S-Pulse unterschrieb. Nur eine Saison später wechselte Ahn zum Ligakonkurrenten Yokohama F. Marinos. Obwohl ihm in Japan der Ruf nachhing, verletzungsanfällig zu sein, erzielte er in 72 J-League-Spielen 30 Tore.
Im Sommer 2005 gelang Ahn die Rückkehr nach Europa, indem er beim französischen Erstligisten FC Metz anheuerte. Am 24. Januar 2006 gab der MSV Duisburg Ahns Verpflichtung bekannt. Obwohl er noch der Wunschspieler des damaligen Trainers Jürgen Kohler war, fand Ahn nicht richtig Tritt in der Mannschaft, sodass sein Vertrag am 31. August 2006 vom MSV Duisburg mit sofortiger Wirkung aufgelöst wurde. Ahn hatte einen Vertrag bei Suwon Samsung Bluewings unterschrieben und spielte wieder in der Heimat.
Bei der Weltmeisterschaft 2006 in Deutschland schied die von Dick Advocaat trainierte Auswahl Südkoreas nach der Gruppenphase aus. Ahn hatte in drei Partien als Einwechselspieler insgesamt ein Tor erzielt.
Im Januar 2012 gab Ahn sein Karriereende bekannt.

## Erfolge
- 1998 Korean-League-Cup-Sieger
- 2002 WM-Vierter mit Südkorea
- 2002 Japanischer Supercupsieger
- 2004 Japanischer Meister
- 2005 Japanischer Meister

## Verschiedenes
Ahn gilt als David Beckham Südkoreas. Er ist mit der ehemaligen „Miss Korea“ Lee Hye-won verheiratet. Die gemeinsame Tochter wurde im April 2004 geboren. Nebenberuflich ist Ahn als Fotomodell tätig. Er gilt als Schwarm vieler junger, weiblicher Fußballfans und wird in seiner Heimat gefeiert wie ein Popstar. Da er nach jedem Tor seinen Ehering küsst, hat er den Spitznamen „Herr der Ringe“. Bei den Olympischen Winterspielen 2018 gehörte Ahn zu den Fackelläufern, die auf den Schlussmetern die Flamme entzündeten.